# Найденная поэзия

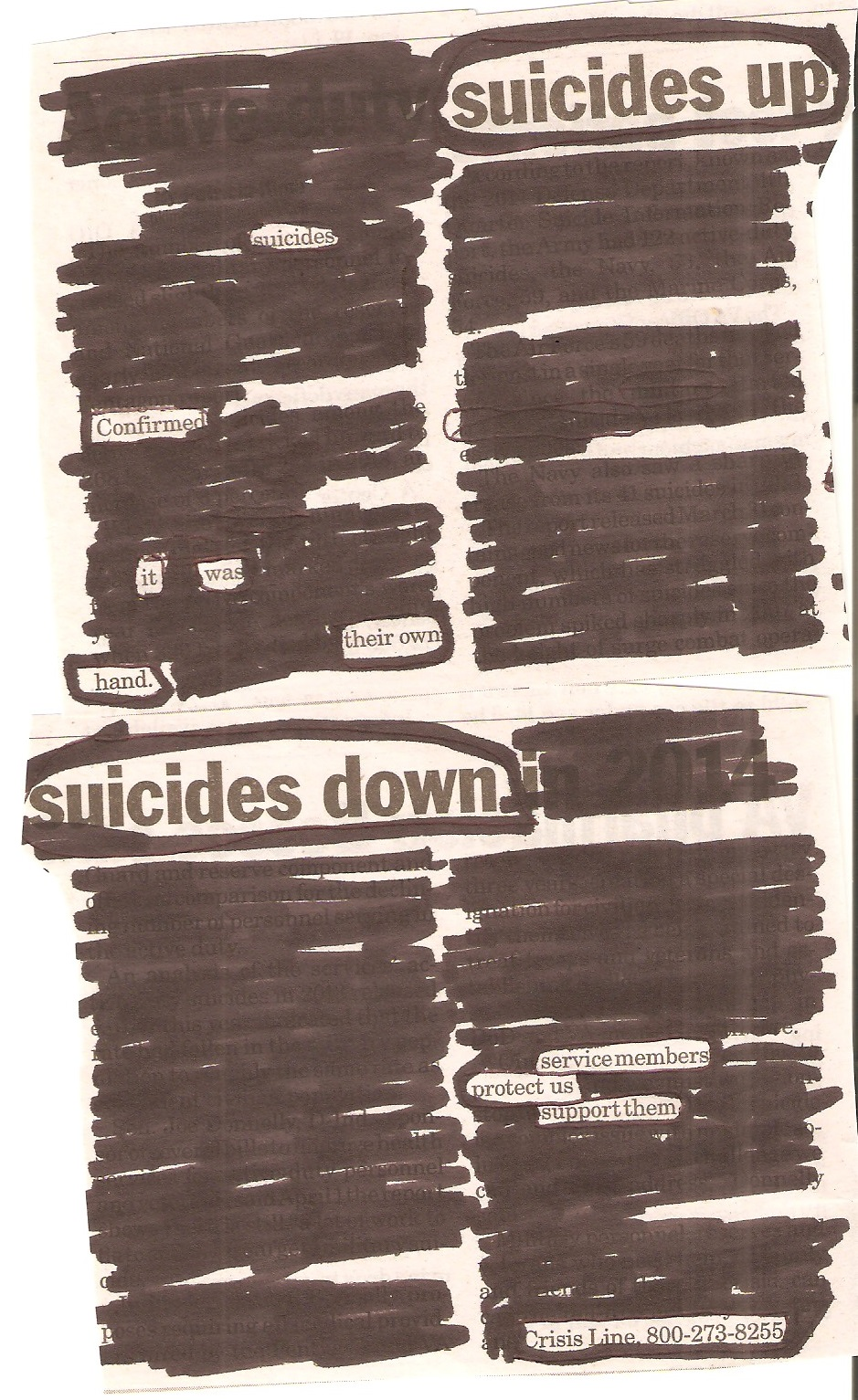
Пример найденной поэзии, выполненной в технике блэкаут (поэзия)

Найденная поэзия (англ. found poetry) — это тип поэзии, созданный путём заимствования слов, фраз, а иногда и целых отрывков текста из уже существующих источников, и их переформатирования (литературный эквивалент коллажа) путём изменения интервалов и строк, добавления или удаления текста, таким образом получая новый смысл. Источником может служить любой текст, в том числе и функциональный, например — рекламные объявления, вывески магазинов или поисковые запросы в Интернете. Получившееся стихотворение может быть как сильно обработанным и изменённым, так и оставаться практически без изменений в синтаксисе, порядке слов и их значении. В России пока не сложился общеупотребительный термин для обозначения данного типа поэзии. Поэтому зачастую используется англицизм «фаунд поэтри», либо непосредственно английский термин без перевода.

## Концепция
Концепция найденной поэзии тесно связана с пересмотром в XX веке концепции авторства. Например, в знаменитом эссе «Смерть автора». Как выразился поэт Джон Холландер, «любой может „найти“ текст; поэт — тот, кто сделает это „Текстом“». Ярким примером тому служит поэма Чарльза Резникоффа «Свидетельство: Соединенные Штаты, 1885—1915» (англ. Testimony: The United States 1885—1915, 1965), для создания которой он использовал стенограммы свидетельских показаний из залов суда эпохи «Позолоченного века». Или роман-коллаж Михаила Шишкина «Венерин волос». В свою очередь поэт Джон Роберт Коломбо, работающий в жанре найденной поэзии, настаивает на «двойном авторстве или в предисловиях к своим книгам пишет, что они есть плод целого коллектива авторов — в том случае, если поэзия найдена им, например, в Британской энциклопедии». По определению поэта и литературного критика Льва Оборина, «found poetry, превраща[ет] в стихотворения тексты, стихотворениями не являющиеся, — или, вернее, отыскива[ет] в них стихотворный потенциал».
Типы общих форм и техник найденной поэзии включают в себя ремикс, блэкаут, центон и метод нарезок. Концептуально найденная поэзия близка к дадаистскому реди-мейду.

## История
По мнению некоторых исследователей, практики дадаистов, в частности концепция реди-мейда, которую ввёл в использование Марсель Дюшан, является предшественником найденной поэзии. Равно, как и развившаяся из того же движения техника апроприации. Найденная поэзия относится к авангардным техникам литературного творчества и нашла своё применение в работах модернистов и постмодернистов. Среди поэтов, использовавших данную технику, можно назвать Эзру Паунда и Т. С. Элиота, которые включали «найденные» элементы в свои произведения, а также активно заимствовали из текстов предшественников.
Одним из самых известных примеров найденной поэзии называют поэму «Просто сообщаю» (англ. This Is Just To Say), которую создал Уильям Карлос Уильямс в 1938 году на основе записки, оставленной своей жене. Особенность поэмы в том, что стихотворный материал был создан самим автором.

Просто сообщаю
Я съел

сливы

из

холодильника.
Которые ты,

наверное,

приберегла

к завтраку.
Прости.

Они были вкусные,

такие сладкие,

такие

холодные.
Оригинальный текст (англ.)This Is Just To Say

I have eaten

the plums

that were in

the icebox
and which

you were probably

saving

for breakfast
Forgive me

they were delicious

so sweet

and so
 cold

В середине XX века найденная поэзия стала популярна в контркультурном движении. Её популяризаторами были Уильям Берроуз и Брайон Гайсин. В 1966 году Том Филлипс начал работу над книгой «Челокумент: Обработанный викторианский роман» (англ. A Humument: A treated Victorian novel) — изменением романа «Человеческий документ» Уильяма Мэллока. В XXI веке с развитием интернета найденная поэзия получила новый импульс к развитию. Что связано, как с большим числом новых медиа и упрощению доступа к текстам, так и возможностям автоматизированной обработки больших массивов текстов.

## Русскоязычная найденная поэзия
Комбинирование классической поэзии с техникой найденной поэзии можно найти у русскоязычных поэтов уже во второй половине XX века. Среди ярких примеров можно отметить поэму Тимура Кибирова «Сквозь прощальные слезы» и стихотворение Иосифа Бродского «Представление», в которых используются заимствования из прямой речи, из художественных произведений, а также публицистические штампы, свойственные советскому периоду. Причём, конструирование является не просто цитированием, но основным приёмом. А также в творчестве Дмитрия Пригова, например, стихотворение «Преступление», и, в целом, сборники «По материалам прессы».
Одним из самых заметных современных представителей русскоязычной найденной поэзии (и, в частности, работы с техникой блэкаут) является поэт Андрей Черкасов. Среди других поэтов можно назвать Дарью Серенко. По мнению поэтессы и литературного критика Галины Рымбу, в жанре найденной поэзии работает белорусский поэт Юрий Рыдкин, который, по словам критика Марии Малиновской, развивает бот-поэзию (бот-нон-фикшн) — это стихи на скриншотах, образованные в творческом онлайн-диалоге с сетевой или иной программой (например, «Алисой») в режиме взаимозависимой непредсказуемости.